# Хасан, Борис Иосифович
Бори́с Ио́сифович Хаса́н (18 мая 1948, Красноярск, СССР — 14 января 2021 года, Красноярск, Россия) — советский и российский психолог и педагог. Создатель российской школы по педагогике развития. Доктор психологических наук, кандидат юридических наук, профессор.

## Биография
Родился 18 мая 1948 года в г. Красноярске в еврейской семье.
В 1967 году поступил в Томский государственный университет, на юридический факультет.
В 1972 году окончил Красноярский государственный университет по специальности «правоведение».
В 1979 году в Свердловском юридическом институте защитил диссертацию на соискание учёной степени кандидата юридических наук по теме «Тактические и психологические особенности первоначальных следственных действий по делам, связанным с применением огнестрельного оружия».
В 1983 году окончил психологический факультет МГУ имени М. В. Ломоносова по специальности «практический психолог».
В конце 80-х годов на непродолжительное время вступил в ряды КПСС, членство в которой позже объяснял конъюнктурными соображениями.
С 1984 г. консультационная практика, а с 1990 г. по 1995 г. являлся директором Психологического центра консультирования, диагностики, коррекции.
В 1996 году защитил диссертацию на соискание учёной степени доктора психологических наук по теме «Продуктивный конфликт, как механизм развития личности».
С 1999 года — директор Института психологии практик развития СО РАО (ИППР СО РАО)
Профессор кафедры управления человеческими ресурсами Сибирского федерального университета. Руководитель научно-учебной лаборатории мониторинга профессиональных компетенций.
Читает базовые и специализированные курсы: Методологические проблемы психологии, основы психоанализа, теория и практика конфликта, конфликты половозрастной идентификации. Один из авторов проекта психолого-педагогического факультета СФУ и первой городской университетской гимназии «Универс».

## Научная деятельность
Участвовал в организационно-деятельностных играх, проводимых на территории позднего СССР Г. П. Щедровицким, становится активным приверженцем системно-мыследеятельностной методологии.
Имеет свыше 150 опубликованных научных работ, из них пять монографий. Редактор ежегодника «Бюллетень клуба конфликтологов». Совмещает научную работу с практикой консультирования, экспертизы (в том числе судебной), тренинга и организации ОДИ.
Председатель Красноярского регионального отделения Российского психологического общества и председатель регионального отделения Федерации психологов образования России.
Эксперт Института «Открытое общество», Совета Европы, «Фонда Форда».
Исследовательские интересы сосредоточены вокруг тем:
- Конфликты в образовании.
- Деструктивные и продуктивные стратегии разрешения конфликтов.
- Конфликты взросления и половой идентификации.
- Конструирование конфликтов.

С 1993 года принимает участие в различных научно-исследовательских проектах. В 1993-1994 годах — базовая экспериментальная школа-лаборатория как научно-педагогический комплекс в системе образования региона (соруководитель) (Фонд «Культурная инициатива» и Министерство образования РФ). В 1995-1996 годах — разработка учебного возрастноориентированного курса для подростковой школы (руководитель авторского коллектива) (Фонд «Открытое общество»). В 1997-1998 годах — проект переподготовки работников учебных заведений по гражданскому образованию (соруководитель) (Совет Европы). 1997-1998 годах — проект комплексной профилактики наркозависимости. (руководитель) (Администрация Красноярского края и города Красноярска). С 2000 года — профилактика зависимых форм поведения. (Управление образования Красноярского края — Британский Совет). Разработка инструментария для измерения индивидуального прогресса (Дельта-тест). (НФПК). С 2007 года — разработка и апробация моделей повышения квалификации. (Министерство образования и науки РФ)

## Награды
- Заслуженный педагог Красноярского края (1999)[3]
- Почётный работник высшего профессионального образования Российской Федерации (2003) за заслуги в области образования[3]
- Медаль К. Д. Ушинского (2005)  за заслуги в области педагогических наук[3]
- Заслуженный работник Красноярской университетской гимназии «Универс» (2007)[3]

## Научные труды

### Монографии
- Хасан Б. И. Психотехника конфликта и конфликтная компетентность. — Красноярск: Фонд ментального здоровья, 1996. — 157 с. — (Библиотека психологии и психотерапии)
- Багдасарьян И. С., Бердникова З. В., Хасан Б. И. Становление профессиональной позиции будущих социальных педагогов как участников системы воспитания детей с нарушениями развития М.: «Педагогика», 2007.
- Дюндик Н. Н., Кухаренко И. А., Привалихина Т. И., Федоренко Е. Ю., Хасан Б. И. Образование в области профилактики наркозависимости и других аддикций. —Красноярск: ИПК СФУ, 2008. — 340 с.
- Воронцова И. П., Новопашина Л. А., Хасан Б. И. Профессионально-структурные и психологические аспекты модели управления и мониторинга качества жизни в регионе: монография. — Красноярск: СФУ, 2015. — 150 с. ISBN 978-5-7638-3143-6, 500 экз.

### Учебные пособия
- Хасан Б. И. Психотехника конфликта: Учебное пособие. — Красноярск: КГУ, 1995. — 98 с. ISBN 5-7638-0001-X
- Дорохова А. В., Хасан Б. И. Современное "Человековедение" в школе : Учеб.-метод. пособие : Учеб. пособие для преподавателей и студентов пед. высш. учеб. заведений. - М. : МИРОС, 2002. — 191 с. ISBN 5-7084-0232-6
- Хасан Б. И. Конструктивная психология конфликта: учебное пособие по дисциплине "Педагогика" цикла "Общепрофессиональные дисциплины" для студентов вузов, обучающихся по педагогическим специальностям": описание и анализ конфликта. Модели разрешения конфликта. Технологии переговорного процесса. Тренировка переговоров. — М.: Питер, 2003. — 250 с. (Учебное пособие) ISBN 5-94723-557-9
- Хасан Б. И., Сергоманов П. А. Психология конфликта и переговоры: учебное пособие для студентов вузов, обучающихся по направлению и специальностям психологии. — М.: Academia, 2003. — 191 с. (Высшее профессиональное образование. Психология) ISBN 5-7695-1346-2
- Хасан Б. И., Поливанова К. Н. Методическое пособие по курсу Общество и Я. 5-6 классы : пособие для учителя: в 2 ч. — 2-е изд. — М. : Новый учебник, 2004 (Серия "Основы правовых знаний"/ Рос. фонд правовых реформ, Проект "Правовое образование в шк.") (Серия "Правовое образование в школе"). ISBN 5-8393-0264-3
- Хасан Б. И., Сергоманов П. А. Психология конфликта и переговоры: учебное пособие для студентов высших учебных заведений, обучающихся по направлению и специальностям психологии. — 2-е изд., стер. — М. : Академия, 2006. — 191 с. (Высшее профессиональное образование. Психология). ISBN 5-7695-3532-6
- Хасан Б. И., Сергоманов П. А. Психология конфликта и переговоры : учебное пособие для студентов высших учебных заведений, обучающихся по направлению и специальностям психологии. — 3-е изд., стер. — М.: Академия, 2007. — 191 с. (Высшее профессиональное образование. Психология). ISBN 978-5-7695-4472-9
- Хасан Б. И., Сергоманов П. А. Психология конфликта и переговоры : учебное пособие для студентов вузов, обучающихся по направлению и специальностям психологии. — 4-е изд., стер. — М.: Академия, 2008. - 191 с. (Высшее профессиональное образование. Психология).; ISBN 978-5-7695-5261-8

### Статьи
- Khsan B. I., Fedorenko E. Iu. Conflicts, Negotiations and Risks in Educational Relationships // Journal of Siberian Federal University. Humanities & Social Sciences. Vol. 7. № 4. 2014. P. 619-627